# لاگ-کپل
لاگ-کپل (به هلندی: Laag-Keppel) یک منطقهٔ مسکونی در هلند است که در برونک‌هورست واقع شده‌است. لاگ-کپل ۴۵۰ نفر جمعیت دارد.